# P53
La p53 (també coneguda com a proteïna 53 o proteïna tumor 53), és una proteïna supressora tumoral que en humans és codificada pel gen TP53. És crucial en organismes pluricel·lulars, on regula el cicle cel·lular i d'aquesta manera funciona com a supressora tumoral, i, per tant, està implicada en la prevenció del càncer. Per aquest motiu, la p53 ha estat descrita com la «guardiana del genoma», l'«àngel guardiana dels gens», i la «gran vigilant», referint-se al seu rol com a conservadora de l'estabilitat prevenint la mutació del genoma.
El nom p53 fa referència a la seva aparent massa molecular: mitjançant la tècnica de SDS-PAGE s'obté que és una proteïna de 53 quilo Daltons (kDa). Tot i així, si ens basem en càlculs extrets dels residus dels seus aminoàcids, obtenim que la seva massa és en realitat només 43,7 kDa. Aquesta diferència és deguda a la gran quantitat de residus de prolina a la proteïna, que alenteixen la migració de la proteïna a SDS-PAGE, fent que la proteïna sembli més pesada del que realment és. Aquest efecte s'observa a la p53de moltes espècies, incloent els humans, rosegadors, granotes i peixos.

## Nomenclatura
La P53 és també coneguda com:
- Nom d'UniProt: Cellular tumor antigen p53 (antigen del tumor cel·lular p53)
- Antigen NY-CO-13
- Fosfoproteïna p53
- Transformation-releated protein 53 (TRP53) (Proteïna relacionada amb la transformació 53)
- Supressor tumoral p53

## Gen
En humans, p53 és codificada pel gen TP53, situat al braç curt del cromosoma 17 (17p13.1). El gen comprèn 20kb, amb un exó 1 no-codificant i un primer intró molt llarg de 10 kb. La seqüència codificant conté cinc regions que mostren un gran grau de conservació en vertebrats, predominantment als exons 2, 5, 6, 7 i 8, però les seqüències trobades als invertebrats mostren només una semblança llunyana a la proteïna TP53 dels mamífers. Gens TP53 homòlegs han estat identificats en la majoria de mamífers pels quals les dades del genoma complet estan disponibles.
En humans, un polimorfisme comú implica la substitució d'una arginina per una prolina al codó en posició 72. Molts estudis han investigat una relació genètica entre aquesta variació i la susceptibilitat al càncer, tot i així, una anàlisi combinada no va mostrar una relació.
Per aquests mamífers, el gen està situat a diferents cromosomes:
- Ximpanzé i orangutan, cromosoma 17
- Macaco, cromosoma 16
- Ratolí, cromosoma 11
- Rata, cromosoma 10
- Gos, cromosoma 5
- Vaca, cromosoma 19
- Porc, cromosoma 12
- Cavall, cromosoma 11
- Opòssum, cromosoma 12

(La lletra en cursiva és utilitzada per denominar el gen TP53 i distingir-lo de la proteïna que aquest codifica).

## Estructura
La p53 humana està composta de 393 aminoàcids i té set dominis proteïcs:
1. Un domini N-terminal acídic d'activació de la transcripció (TAD), també conegut com a domini d'activació 1 (AD1), que activa els factors de transcripció: residus 1-42. El N-terminal conté dos dominis d'activació de la transcripció complementaris, un més gran en els residus 1-42 i un altre més petit als residus 55-75, específicament implicats en la regulació de diversos gens pro-apoptòtics.[15]
2. Domini d'activació 2 (AD2), important per l'activitat apoptòtica: residus del 43 al 63.
3. Domini ric en prolina important per l'activitat apoptòtica de la p53: residus 64-92.
4. Domini central ADN-vinculant (DBD). Conté un àtom de zinc i diverses arginines: residus 100-300. Aquesta regió és responsable de la vinculació amb el co-repressor LMO3 de p53.[16]
5. Domini de senyalització de la localització nuclear: residus 316-325
6. Domini d'homo-oligomerització (OD): residus 307-355.
7. C-terminal implicat en la disminució de la quantitat d'ADN-vinculant del domini central a la cèl·lula: residus 356-393.[17]

Va ser identificat un tàndem de dominis de transactivació de nou aminoàcids (9aaTAD) en les regions AD1 i AD2 del factor de transcripció p53. Les mutacions de bloqueig de gens (KO) i la posició de la interacció de p53 amb TFIID estan llistades a sota:
Els 9aaTADs medien la interacció de p53 amb coactivadors generals - TAF9, CBP/p300 (tots els quatre dominis KIX, TAZ1, TAZ2 i IBiD), GCN5 I PC4, proteïna reguladora MDM2 i proteïna replicadora A (RPA).
Les mutacions que desactiven la p53 en càncer normalment succeeixen en el DBD. La majoria de les mutacions destrueixen l'habilitat de la proteïna d'enllaçar-se amb la seqüència d'ADN que és el seu objectiu. Això fa que previngui l'activació transcripcional d'aquests gens. Les mutacions en el DBD són recessives i sense funcionalitat. Les molècules de p53 amb mutacions al OD dimeritzen amb el p53 “salvatge” i les prevenen d'activar la transcripció. Per tant, les mutacions al OD tenen un efecte dominant negatiu sobre la funció de la p53.
La p53 “salvatge” és una proteïna amb alta labilitat, que consta de regions no estructurades i plegades que funcionen de manera sinèrgica.

## Funció

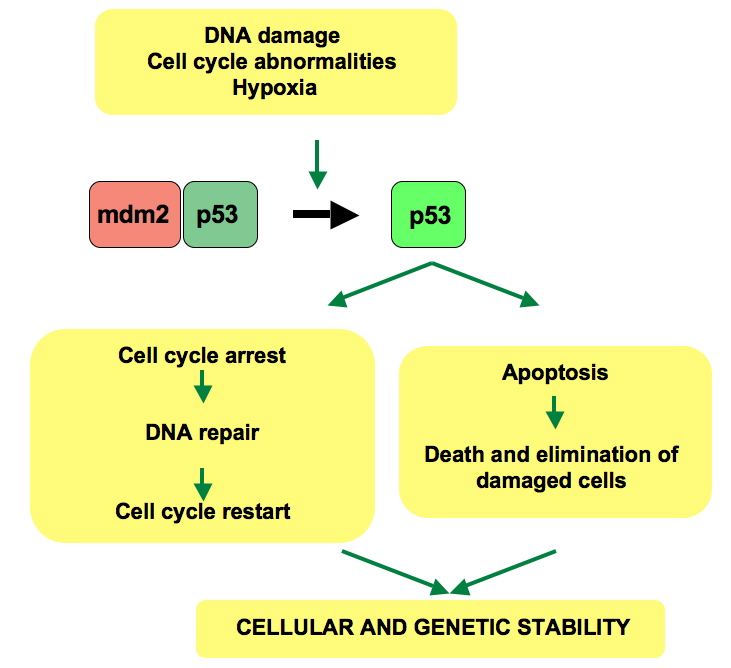
Via p53: en una cèl·lula normal p53 es inactivat pel seu regulador negatiu, mdm2. Quan hi ha dany en el ADN o altres agressions, diversos camins portaran a la dissociació de la p53 i el complex mdm2. Una vegada activat, p53 induirà a l'aturada del cicle cel·lular per permetre la reparació o la supervivència de la cèl·lula o l'apoptosi per descartar la cèl·lula danyada. Com fa la p53 aquesta elecció es actualment desconegut.

La p53 té molts mecanismes de funció contra el càncer i té un paper en l'apoptosi, en l'estabilitat genòmica i en la inhibició d'angiogènesis. En el seu paper contra el càncer, p53 treballa mitjançant diversos mecanismes:
- Pot activar proteïnes de reparació de l'ADN quan aquest ha sofert danys.
- Pot induir l'aturada del creixement mantenint el cicle cel·lular al punt de regulació G₁/S en reconèixer ADN danyat. (Si manté la cèl·lula en aquest punt durant molt de temps, les proteïnes reparadores de l'ADN tindran temps de reparar el dany i la cèl·lula podrà continuar el cicle cel·lular).
- Pot iniciar apoptosi, la mort programada de la cèl·lula, si el dany de l'ADN ha resultat ser irreparable.

La p53 activada s'uneix a l'ADN i activa l'expressió de diversos gens, inclosos WAF1/C1P1 codificant per p21. p21(WAF1) s'uneix als complexos G1-S/CDK (CDK2) i S/CDK (molècules importants per la transició G1/S del cicle cel·lular) inhibint la seva activitat.
Quan p21 (WAF1) està acomplexada amb CDK2 la cèl·lula no pot continuar cap al següent pas de la divisió cel·lular. Una p53 mutant no unirà l'ADN d'una forma efectiva, i, com a conseqüència, la proteïna p21 no serà capaç d'actuar com a “senyal de stop” per la divisió cel·lular. Així, la cèl·lula es dividirà incontrolablement i formarà tumors.
Investigacions recents també han vinculat les vies del p53 i RB1, via p14ARF, assolint la possibilitat que les vies poden regular-se entre si.
La regulació de LIF portada a terme per la p53 s'ha demostrat que facilita la implantació en el model de ratolí i possiblement en humans.
L'expressió de la p53 pot ser estimulada per la llum UV, la qual també causa danys en l'ADN. En aquest cas, la p53 pot iniciar esdeveniments que porten al bronzejat.

## Regulació
La p53 s'activa en resposta a una gran varietat de tipus d'estrès, els quals inclouen però no estan limitats a danys en l'ADN (induït per UV, IR, o agents químics com el peròxid d'hidrogen), l'estrès oxidatiu, el xoc osmòtic, l'esgotament de ribonucleòtid i la desregulació de l'expressió d'oncògens. Aquesta activació està marcada per dos esdeveniments. En primer lloc, la vida mitjana de la proteïna p53 s'incrementa dràsticament, donant lloc a una ràpida acumulació de p53 en cèl·lules que han patit alguna agressió cel·lular (estrès). En segon lloc, un canvi conformacional obliga a la p53 a ser activada com un regulador de transcripció en aquestes cèl·lules. L'esdeveniment crític que porta a l'activació de la p53 és la fosforilació del seu domini N-terminal. El domini d'activació transcripcional N-terminal conté un gran nombre de llocs de fosforilació i pot ser considerat com la principal diana per les proteïna-cinases transductoras de senyals d'estrès.
Les proteïna-cinases que són conegudes de marcar aquest domini d'activació de la transcripció de la p53 poden ser dividides en dos grups. Un primer grup de proteïna-cinases pertany a la família MAPK (JNK1-3, ERK1-2, p38 MAPK), la qual és coneguda de respondre a diferents tipus d'estrès tals com danys de la membrana, estrès oxidatiu, xoc osmòtic, xoc tèrmic, etc. Un segon grup de proteïna-cinases (ATR, ATM, CHK1 and CHK2, DNA-PK, CAK) està implicat en el lloc de control de la integritat del genoma, una cascada molecular que detecta i respon a les diverses formes de dany en l'ADN causat per estrès genotòxic. Els oncògens també estimulen l'activació de la p53, regulada per la proteïna p14ARF.
En cèl·lules no estressades, els nivells de p53 es mantenen baixos mitjançant una degradació d'aquesta. Una proteïna anomenada Mdm2 (també anomenada HDM2 en humans), la qual és al seu torn un producte de la p53, s'uneix a la p53 evitant la seva acció i la transporta des del nucli cel·lular fins al citosol. Mdm2 actua també com una ligasa d'ubiquitina i uneix covalentment l'ubiquitina a la p53 i això la marca per a la seva degradació al proteasoma. No obstant, l'ubiquitinització de la p53 és reversible. Una proteasa d'ubiquitina específica, USP7 (o HAUSP), pot escindir l'ubiquitina de la p53, el que la protegeix de la degradació en el proteasoma. Aquest és un dels mitjans a través del qual la p53 és estabilitzada en resposta a danys oncogènics.
La fosforilació de l'extrem N-terminal de la p53 per la proteïna-cinasa mencionada anteriorment interromp la unió Mdm2. Altres proteïnes, com la Pin1, són després reclutades per la p53 i indueixen un canvi conformacional en aquesta, el qual prevé de més unions amb Mdm2. La fosforilació també permet la unió de coactivadors transcripcionals, com el p300 o PCAF, que després acetilen l'extrem carboxil de la p53, exposant el seu domini d'unió a l'ADN, permetent-l'hi l'activació o la supressió de gens específics. Enzim desacetiladors, com el Sirt1 i Sirt7, poden desacetilar la p53, portant a la inhibició de l'apoptosi. Algun oncògens poden estimular també la transcripció de proteïnes que s'uneixen a Mdm2 i inhibeixen la seva activitat.

## Paper en la malaltia

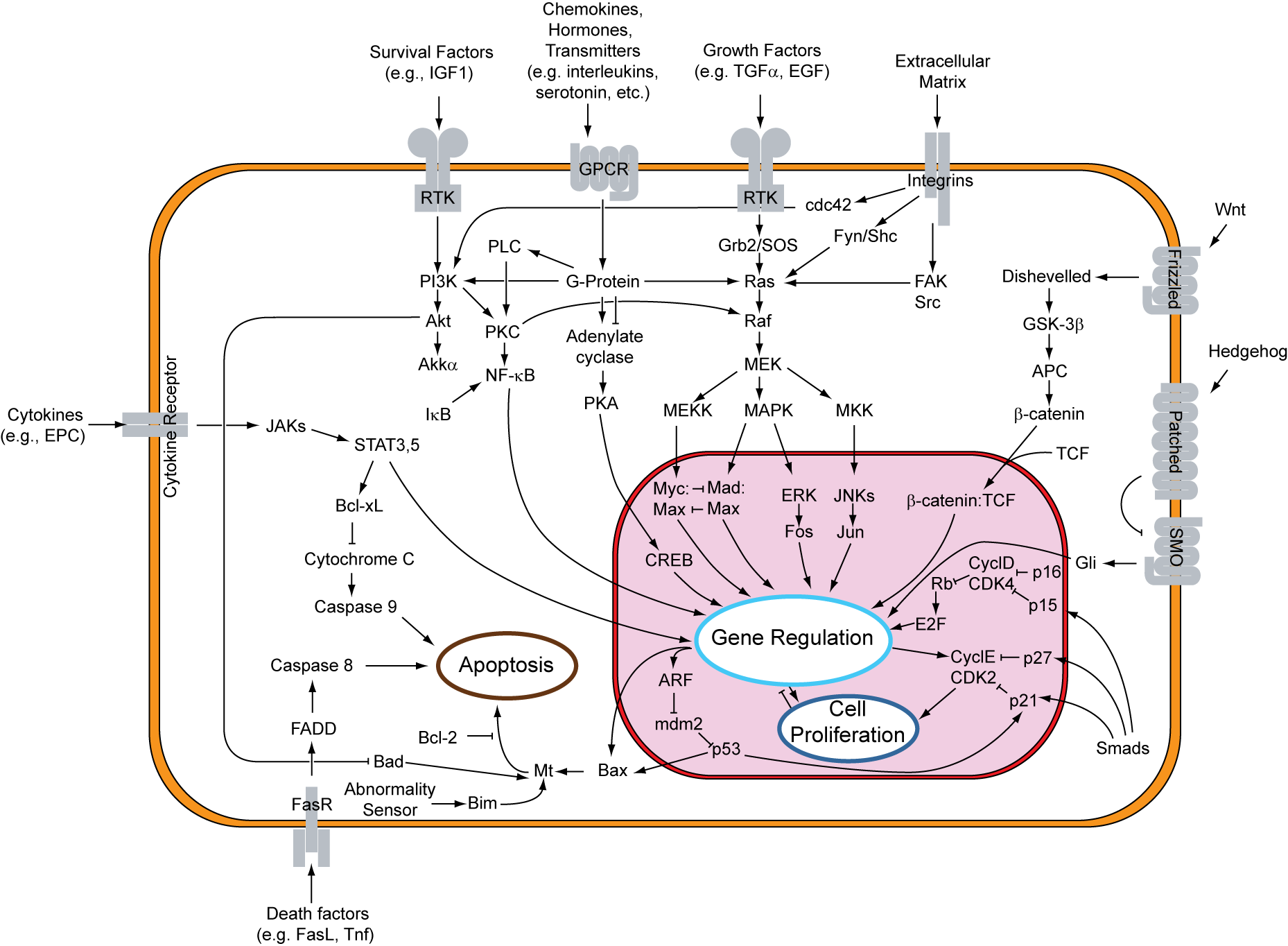
Vista de les vies de transducció de senyal involucrades a l'apoptosi.

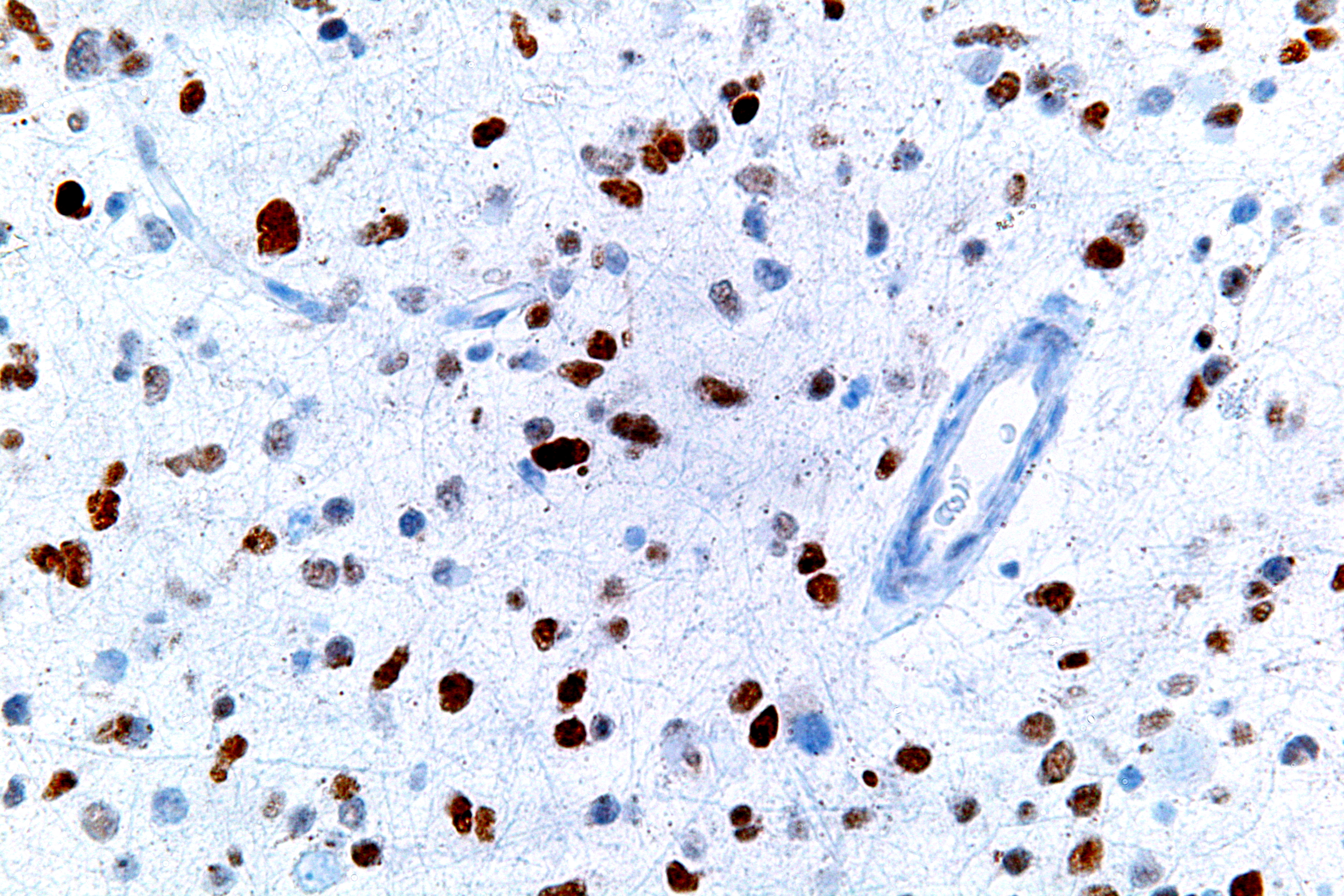
Visió per microscopi de cèl·lules amb una expressió de la p53 anormal (marró) en un tumor cerebral astrocitari. (tinció immunohistoquímica per p53)

Si el TP53 es troba danyat, la supressió tumoral es veu reduïda severament. Les persones que hereten únicament una còpia funcional del gen TP53 desenvoluparan tumors a l'edat adulta amb més probabilitat, és una malaltia coneguda com a Li-Fraumeni syndrome. El gen TP53 també pot estar danyat a algunes cèl·lules per agents mutàgens (productes químics, radiació o virus), augmentant la probabilitat que la cèl·lula comenci una divisió descontrolada. Més del 50 percent dels tumors humans tenen una mutació o deleció del gen TP53. Augmentar la quantitat de p53, cosa que inicialment sembla una bona manera de tractar els tumors o evitar la seva propagació, en l'actualitat no és un mètode útil de tractament, ja que pot causar envelliment prematur.
La pèrdua de p53 crea una inestabilitat genòmica que molt sovint dona el fenotip d'aneuploïdia.
Certs patògens també poden afectar la proteïna p53 que expressa el gen TP53. Un exemple d'aquest, el Virus del Papil·loma Humà (VPH), codifica una proteïna, la E6, que s'uneix a la proteïna p53 i la inactiva. Això en sinergia amb la inactivació d'un altre regulador del cicle cel·lular, el pRb, per la proteïna E7 del HPV, permet la divisió cel·lular repetida manifestada a les berrugues.
Certs tipus de HPV, particularment els tipus 16 i 18, també poden induir la progressió d'una berruga benigna fins a una displàsia cervical de baix o alt grau, que són formes reversibles de lesions precanceroses. Les infeccions persistents del coll uterí durant els anys poden causar canvis irreversibles induint un carcinoma in situ i ocasionalment un càncer cervical invasiu. Això resulta dels efectes dels gens del HPV, particularment dels que codifiquen E6 i E7, que són les dues oncoproteïnes virals preferentment retingudes i expressades en els càncers de coll uterí per la integració del DNA viral en el genoma de la cèl·lula hoste.
En humans sans, la proteïna p53 és produïda y degradada contínuament en la cèl·lula. La degradació de la proteïna p53 està, com ja hem mencionat, associada al vinculament de MDM2. En un bucle de retroalimentació negativa, l'MDM2 és auto induït per la proteïna p53. No obstant, les proteïnes p53 mutades sovint no indueixen MDM2, pel que són capaces d'acumular-ho en grans concentracions. Pitjor encara, les proteïnes mutants poden inhibir per si mateixes els nivells de proteïnes p53 normals.

## Descobriment
La p53 va ser identificada en el 1979 per Lionel Crawford, David P. Lane, Arnold Levine, i Lloyd Old, mentre treballaven per a la Imperial Cancer Reserch Fund (UK) de la Universitat de Princeton/UMDNJ (Institut de Càncer de New Jersey), i Sloan-Kettering Memorial Hospital, respectivament. S'havia plantejat la hipòtesi de la seva existència prèviament com la diana del virus SV40, un cep que induïa el desenvolupament de tumors.
El gen TP53 del ratolí, va ser clonat per primer cop per Peter Chumakov de l'Acadèmia Russa de les Ciències el 1982, i independentment el 1983 per Moshe Oren en col·laboració amb David Givol (Institut Weizmann de Ciències). El gen TP53 humà va ser clonat en 1984 i la còpia de la seva longitud completa el 1985.
Inicialment semblava ser un oncogèn a causa de la utilització de DNAc mutat seguint la purificació del RNAm de cèl·lules tumorals. El seu caràcter com a gen supressor tumoral va ser revelat finalment el 1989 per Bert Vogelstein treballant al Johns Hopkins School of Medicine.
Warren Maltzman, del Waksman Institute of Rutgers University va demostrar primer que el TP53 era sensible a danys del DNA en forma de radiació ultraviolada. En un seguit de publicacions el 1991-1992, Michael Kastan, Johns Hopkins University, va indicar que el TP53 era una part fonamental de la via de transducció de senyals que ajudaven a les cèl·lules a respondre danys al DNA.
El 1992, Wafik El-Deiry quan treballava amb Bert Vogelstein a la Universitat Johns Hopkins van identificar la seqüència de consens, a quina p53 humana podria vincular, per ADN genòmic humà immunoprecipitat que pot ser unit per la proteïna humana p53 produïda per baculovirus. Aquesta seqüència va ser publicada al primer número de la revista Nature Genetics el 1992 en un treball molt citat. La seqüència de consens és 5'-RRRCWWGYYY-N(0-13)-RRRCWWGYYY-3' i està localitzada a les regions regulatòries dels gens que són activats pel factor de transcripció p53. La presència dels elements de resposta de p53 dins o al voltant dels gens (promotors, upstream sequences, introns) és un predictor poderós de la regulació i l'activació d'un gen particular per p53.
El 1993, el p53 va ser votada com la molècula de l'any per la revista Science.
Aquest mateix any, el 1993, Wafik El Deiry quan estava treballant amb Berg Vogelstein a la Universitat Jinh Hopkins van descobrir el p21 (WAF1) com un gen regulat directament pel p53. Aquest treball es va convertir en l'article més citat publicat mai al Journal Cell, i van proporcionar un mecanisme molecular pel qual les cèl·lules dels mamífers paren el creixement quan hi ha danys. La proteïna p21 (WAF1) s'uneix directament als complexos de ciclina-CDK que condueixen el cicle cel·lular i inhibeixen la seva activitat cinasa, causant la detenció del cicle cel·lular per permetre que es doni la reparació. La p21 també pot regular la detenció del creixement associat amb la diferenciació i una detenció permanent del creixement associada a la senescència. El gen p21 conté diferents elements de resposta al p53 que regulen la unió directa de la proteïna p53, resultant en l'activació trasncripcional del gen que codifica la proteïna p21 (WAF1).

## Interaccions
S'ha vist que la p53 pot interaccionar amb:
- ANKRD2
- Aprataxina
- Ataxia telangiectasia i Rad3-related
- Proteïna mutada de la síndrome d'atàxia-telangièctasi
- ATF3 (factor de transcripció AMP cíclic 3-depenent)
- Aurora A cinasa
- BAK1
- BARD1
- Proteïna de la síndrome de Bloom
- BRCA1
- BRCA2
- BRCC3
- BRE
- CCAAT/enhancer binding protein zeta
- CDC14A
- Cdk1
- CFLAR
- CHEK1
- CREB-binding protein
- CREB1 (factor de transcripció CREB1 o CAMP responsive element binding protein 1)
- Ciclina H
- Cinasa Ciclina-depenent 7
- DNA-PKcs (proteïna cinasa-ADN depenent, subunitat catalítica)
- E4F1 (factor de transcripció E4F1)
- EFEMP2
- EP300 (histona acetiltransferasa p300)
- ERCC6
- GNL3
- GPS2
- GSK3B
- Heat shock protein 90kDa alpha (cytosolic), member A1
- HIF1A
- HIF1A
- HIPK1
- HIPK2
- HMGB1
- HSPA9
- Huntingtina
- ING1
- ING4
- ING5, ELL
- IκBα
- KPNB1
- Mdm2
- MDM4
- MED1
- Mitogen-activated protein kinase 9
- MNAT1
- Multisynthetase complex auxiliary component p38
- NDN
- Nucleolina
- NUMB
- P16
- PARC
- PARP1
- PIAS1, CDC14B
- PIN1
- PLAGL1
- PLK3
- PRKRA
- Prohibitina
- Promyelocytic leukemia protein
- Proteïna-cinasa R
- PSME3
- PTEN
- PTK2
- nPTTG1
- RAD51
- RCHY1
- Replication protein A1
- RPL11
- S100B
- Small ubiquitin-related modifier 1
- SMARCA4
- SMARCB1
- SMN1
- TATA binding protein
- TFAP2A
- TFDP1
- TOP1
- TOP2A
- TP53BP1
- TP53BP2, TOP2B
- TP53INP1
- TSG101
- UBE2A
- UBE2I
- Ubiquitina C
- USP7
- Helicasa ATP-depenent de la síndrome de Werner
- WWOX
- XPB
- Y box binding protein 1
- YPEL3
- YWHAZ
- Zif268
- ZNF148